# Buxières-sous-les-Côtes
Buxières-sous-les-Côtes település Franciaországban, Meuse megyében. Lakosainak száma 266 fő (2022. január 1.). Buxières-sous-les-Côtes Chaillon, Heudicourt-sous-les-Côtes, Loupmont, Montsec, Nonsard-Lamarche, Richecourt, Saint-Mihiel, Varnéville és Valbois községekkel határos.

## Népesség
A település népességének változása:
| Lakosok száma | 115  | 280  | 276  | 275  | 275  | 283  | 287  | 290  | 282  | 266  |
|               | 1968 | 1982 | 1990 | 2006 | 2013 | 2015 | 2017 | 2019 | 2020 | 2022 |